# 蒙泰克雷马斯科
蒙泰克雷马斯科（義大利語：Monte Cremasco），是意大利克雷莫纳省的一个市镇。总面积2平方公里，人口2324人，人口密度1162.0人/平方公里（2009年）。国家统计（ISTAT）代码为019058。